# Mingäçevir

Läge i Azerbajdzjan

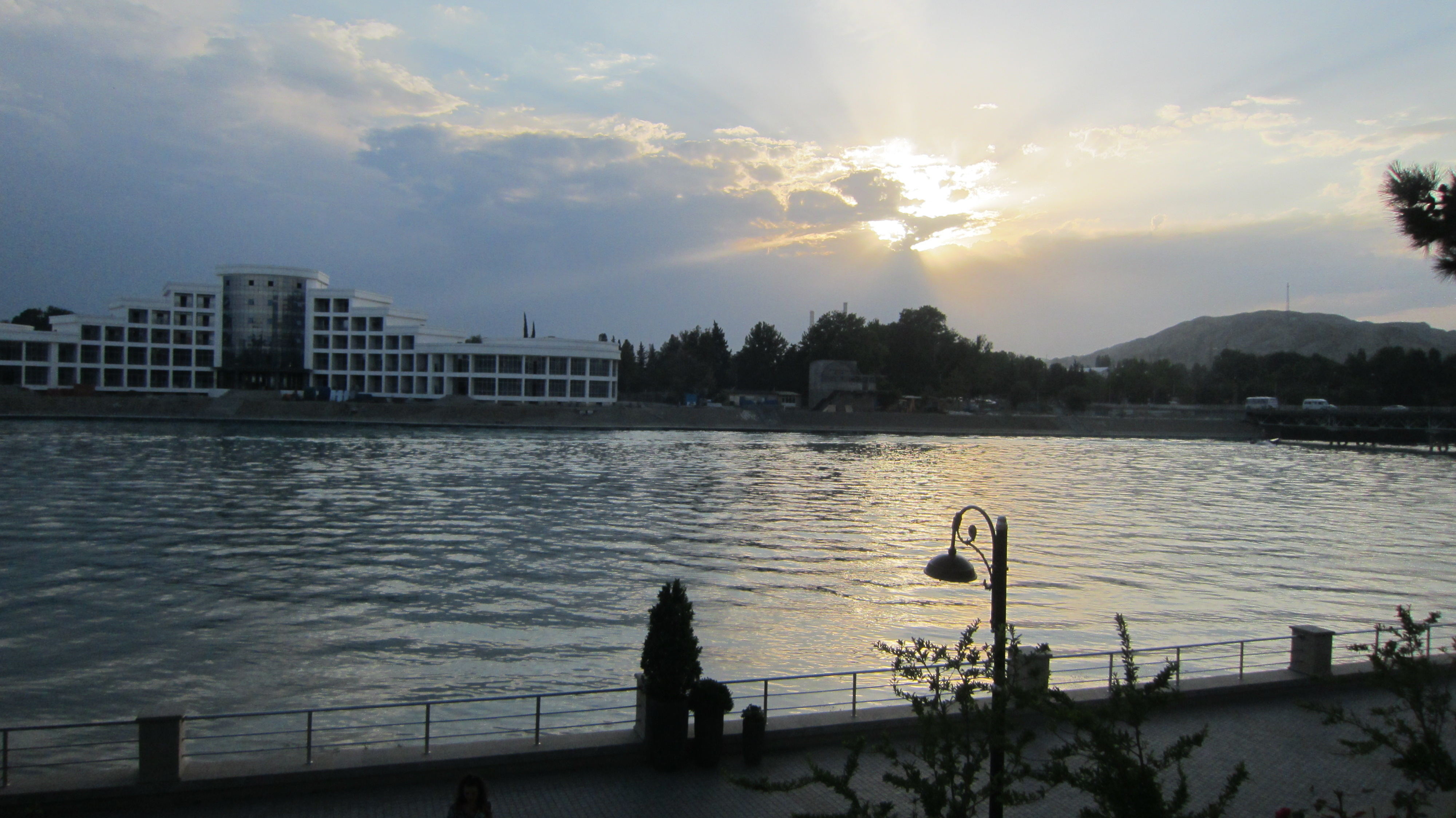

Mingäçevir (azerbajdzjanska: Mingəçevir; ryska: Мингечаур, Mingetjaur) är en stad med cirka 95 500 invånare (år 2005) i norra Azerbajdzjan, 240 km väster om huvudstaden Baku. Mingäçevir ligger 26 meter över havet och antalet invånare är 95 453.
Orten har gett namn åt Mingäçevirreservoaren på floden Kura, landets längsta flod. Reservoaren, vid vars södra ände staden är belägen, har en yta på 605 km² och är därmed Azerbajdzjans största sjö.
Terrängen runt Mingäçevir är platt söderut, men norrut är den kuperad. Runt Mingäçevir är det ganska glesbefolkat, med 43 invånare per kvadratkilometer.. Mingäçevir är det största samhället i trakten. 
Omgivningarna runt Mingäçevir är i huvudsak ett öppet busklandskap.  Ett kallt stäppklimat råder i trakten. Årsmedeltemperaturen i trakten är 16 °C. Den varmaste månaden är augusti, då medeltemperaturen är 30 °C, och den kallaste är januari, med 2 °C. Genomsnittlig årsnederbörd är 481 millimeter. Den regnigaste månaden är maj, med i genomsnitt 71 mm nederbörd, och den torraste är augusti, med 7 mm nederbörd.